# Rosário do Catete
Rosário do Catete es un municipio brasilero del estado de Sergipe. Se localiza a una latitud 10º41'46" sur y a una longitud 37º01'50" oeste, estando a una altitud de 22 metros. Su población estimada en 2009 era de 8.965 habitantes. 
Posee un área de 103,8 km².
- Localización - centro del estado de Sergipe
- Distancia de Aracaju - 37 km
- Actividades económicas - maíz y frijol. Rosário tiene la mayor reserva de potasio de América del Sur.